# Kathedraal van Madrid
Santa María la Real de La Almudena is de katholieke kathedraal van Madrid, Spanje.
Ondanks dat de plannen voor een kathedraal in de Spaanse hoofdstad stammen uit de 16e eeuw, begon de bouw van de kerk pas in 1883. De kathedraal werd door Paus Johannes Paulus II gewijd op 15 juni 1993.
De kathedraal zou eerst in een gotische stijl worden gebouwd, maar om het gebouw beter te laten aansluiten bij het Koninklijk Paleis is later besloten de neoclassicistische stijl te gebruiken. Het interieur is modern met zelfs popartinvloeden.